# Макс Ульбер
Макс Ульбер (нім. Max Ulber; 12 жовтня 1916, Фелльгаммер — ?) — німецький офіцер-підводник, оберлейтенант-цур-зее крігсмаріне.

## Біографія
1 грудня 1939 року вступив на флот. З 1 травня по 28 вересня 1939 року пройшов практику вахтового офіцера на підводному човні U-73, на якому взяв участь у двох походах в Північну Атлантику. З 29 вересня 1941 по 28 березня 1942 року пройшов курс підводника, з 29 березня по 6 липня — курс командира взводу, після чого був направлений на будівницвто U-358. З 15 серпня 1942 року — 1-й вахтовий офіцер на U-358, на якому взяв участь у трьох походах, під час яких були потоплені 3 кораблі загальною водотоннажністю 12 541 тонну і пошкодженгий 1 корабель (5212 тонни). З 1 жовтня по 5 листопада 1943 року пройшов курс командира човна. 23 листопада 1943 року направлений на будівництво U-680. З 21 грудня 1943 року — командир U-680, на якрму здійснив 3 походи (разом 112 днів у морі). 5 травня 1945 року здався британським військам біля Фредерісії.

## Звання
- Кандидат в офіцери (1 грудня 1939)
- Морський кадет (1 травня 1940)
- Фенріх-цур-зее (1 листопада 1940)
- Оберфенріх-цур-зее (1 листопада 1941)
- Лейтенант-цур-зее (1 квітня 1942)
- Оберлейтенант-цур-зее (1 грудня 1943)

## Нагороди
- Нагрудний знак підводника (8 вересня 1941)
- Залізний хрест
  - 2-го класу (12 березня 1943)
  - 1-го класу (16 травня 1943)